# ガロア拡大での素イデアルの分解
数学において、代数体 K のガロア拡大 L のガロア群 G と整数環 OK の素イデアル P を OL の素イデアルの積として分解する方法との間の関係は、代数的整数論の最も豊かな部分のひとつとなっている。ガロア拡大における素イデアルの分解は、ダフィット・ヒルベルトが貢献しているので、ヒルベルトの理論 (Hilbert theory) と呼ばれる。リーマン面の分岐被覆に対し、幾何学的な類似も存在していて、素イデアルの分解を考えるよりも G の部分群の一種を考えることのほうがより容易である。この問題は、ヒルベルトよりも前から確かに知られてはいた。

## 定義
L/K を数体の有限次拡大とし、B と A をそれぞれ L と K に対応する整数環とする。整数環は、各々の体における整数環 Z の整閉包と定義する。
{\displaystyle {\begin{array}{ccc}A&\hookrightarrow &B\\\downarrow &&\downarrow \\K&\hookrightarrow &L\end{array}}}
最後に、p を A のゼロでない素イデアルとする、同じことであるが、極大イデアルであるとする。このとき剰余環 A/p は体である。
クルル次元が 1 である環の基本理論より、p により生成された B のイデアル pB の分解は、一意に
{\displaystyle pB=\prod _{j}P_{j}^{e(j)}}
と重複度 e(j) を持つ互いに異なる極大イデアル Pj の積へと分解される。
重複度 e(j) は p での拡大の分岐指数 (ramification index) と呼ばれる。それらが全て 1 に等しい場合、体の拡大 L/K は p で不分岐であると呼ぶ。
この場合は、中国の剰余定理により、商
{\displaystyle B/pB}
は、体
{\displaystyle F_{j}=B/P_{j}\ .}
の積となる。

### ガロア的状況
次に、拡大 L/K はガロア拡大であると仮定する。すると、ガロア群 G は Pj 上に推移的に作用する。すなわち、L の p の素イデアル要素は K 上の L の自己同型の下にただ 1 つの軌道をなす。このことと素イデアル分解の一意性より、e(j) = e は j に依らないことが従う。このことは、ガロア拡大ではない拡大の場合には確かに必ずしも起きるわけではない。
従って、基本関係式は、
{\displaystyle pB=(\prod P_{j})^{e}}
である。

### 事実
- 上のような体の拡大が与えられると、不分岐な点は有限個しかない。

- 不分岐な場合には、ガロア群の作用の横断性により、上記で導入された体 Fj は、全て同型となる。言わば、有限体 F' となり、

{\displaystyle F=A/p}
を含む。数え上げると
{\displaystyle [L:K]/[F':F]}
が B での P の素因子の数に等しいことが分かる。軌道安定化公式により、この数は
{\displaystyle |G|/|D|}
にも等しい。ここに定義により、p の 分解群である D は与えられた Pj をそれ自身へ写すことにより G の元の部分群である。すなわち、ガロア理論により L/K の次数と G の位数は等しいので、分解群 D の位数は剰余体拡大 F'/F の次数である。フロベニウス元の理論はさらに、j に対し D の元を同一視し、有限体の拡大のガロア群を生成する。
- 分岐する場合は、さらに惰性という現象があり、指数 e は任意の剰余体の拡大のガロア群と見なすことのできない G の元へ拡大されると解釈される。各々の分解群 D は、与えられた Pj に対し、Pj からそれ自身へ写像するが

{\displaystyle F_{j}=B/P_{j}}
上の恒等である自己同型を誘導する G の元 g からなる惰性群 I を含んでいる。
幾何学的な類似では、複素数や代数的閉体上の代数幾何学に対し、分解群と惰性群の概念は一致する。与えられたガロア分岐被覆に対し、前像(preimage)の同じ数を持つ点は有限個しかない。
ガロア的ではない拡大の素因子の分解は、始めは、分解体、つまり、いくらか大きなガロア拡大の研究から始めることができる。例えば、三次拡大(cubic field)は普通、それらを含む次数 6 の体により正規化(regulated)されている。

## 例 — ガウスの整数
このセクションは、体の拡大 Q(i)/Q での素イデアルの分解について述べる。すなわち、K = Q で L = Q(i) とすると、OK は単純に Z となり OL = Z[i] はガウスの整数となる。ガウスの整数は表現できるということからは程遠いが、- Z[i] は一意分解整域と言う性質を持っていて — 理論の非常に多くの側面を見せている。
G を Q(i)/Q のガロア群とし、σ を G の複素共役な自己同型とすると、3つの場合が考えられる。

### 素数 p = 2 の場合
Z の素数 2 は Z[i] で分岐する。
{\displaystyle (2)=(1+i)^{2}}
となるので、ここでの分岐指数は e = 2 である。剰余体は、
{\displaystyle O_{L}/(1+i)O_{L}}
で、元が 2個の有限群である。2の上では Z[i] は一つだけの素数を持たないので、群の分解は G の全体となるはずである。任意の整数 a と b に対し、
{\displaystyle a+bi\equiv a-bi{\bmod {1}}+i}
となるので、惰性群はまた G の全体となる。
事実、分岐する全ての素数は −4 である Z[i] の代数的数の判別式を割ることができるはずであるので、2 が Z[i] で分岐する唯一の素数である。

### 素数 p≡1 mod 4 の場合
p ≡ 1 mod 4 である任意の素数は、Z[i] の 2つの異なるイデアルへ分解する。このことは、2個の平方数の和のフェルマーの定理の計算である。例えば、
{\displaystyle (13)=(2+3i)(2-3i)}
である。この場合の分解群は、自明な群 {1} であり、実際、自己同型 σ は 2つの素数 (2 + 3i) と (2 − 3i) へと切り替わるので、両方の素数である分解群であることはあり得ない。惰性群も、分解群の部分群であるが、自明な群である。2つの剰余体が存在し、それぞれの素数に対する剰余体は、
{\displaystyle O_{L}/(2\pm 3i)O_{L}}
である。両方とも 13 個の元を持つ有限体に同型である。フロベニウス元は自明な自己同型であり、このことは、任意の整数、a と b に対して、
{\displaystyle (a+bi)^{13}\equiv a+bi{\bmod {2}}\pm 3i}
を意味する。

### 素数 p≡3 mod 4 の場合
全ての素数 p ≡ 3 mod 4 の場合には Z[i] で惰性が残る。すなわち、分解しない。例えば、(7) は Z[i] で素である。この状況の下では、分解群は G の全体であり、この理由は、またしても唯一の素因子が存在してるからである。しかしながら、この状況は p = 2 の場合とは異なっている。今度は σ が剰余体
{\displaystyle O_{L}/(7)O_{L}}
上で自明には作用しないからである。これは 72 = 49 この元を持つ有限体である。例えば、1 + i と σ(1 + i) = 1 − i  is  2i の間の差異は確かに 7 で割ることができない。従って、惰性群は自明な群 {1} である。Z/7Z の上のこの剰余体のガロア群は、位数が 2 であり、フロベニウス元の像により生成される。フロベニウスはまさに σ そのものであり、このことは、全ての整数 a と b に対し、
{\displaystyle (a+bi)^{7}\equiv a-bi{\bmod {7}}}
である。

### まとめ
| Z の素数    | Z[i] でどう分解するか | 惰性群 | 分解群 |
| ----------- | --------------------- | ------ | ------ |
| 2           | 指数 2 で分岐         | G      | G      |
| p ≡ 1 mod 4 | 2つの異なる因子へ分解 | 1      | 1      |
| p ≡ 3 mod 4 | 惰性が残る            | 1      | G      |

## 分解の計算
OK での素イデアル P の OL での分解を計算したい。拡大 L/K は有限次分離的拡大とする。ガロア拡大の定義の中にある正規性の前提は、必ずしも必要ではない。
次の方法により(Neukirch, p. 47)多くの場合のこの問題をとくことができる。方法は、まず、OL の中の整数 θ を選択し L が θ により K 上に生成されるようにし（そのような θ は原始元の定理により存在が保証されている）、次に、K 上の θ の最小多項式 H(X) を試す。最小多項式は、OK に係数を持つ単項式である。H(X) modulo P と係数を還元すると、（有限）剰余体 OK/P である F に係数を持つ単項式 h(X) を得る。h(X) が多項式環 F[X] で
{\displaystyle h(X)=h_{1}(X)^{e_{1}}\cdots h_{n}(X)^{e_{n}}}
と分解すると仮定する。ここに、hj は F[X] の中で異なる既約な単項式である。すると、P が有限個の例外素数（詳しい条件は以下に示す）の一つではない場合は、P の分解は次の形となる。
{\displaystyle PO_{L}=Q_{1}^{e_{1}}\cdots Q_{n}^{e_{n}}\ .}
ここに、Qj は OL の異なるイデアルである。さらに、Qj の各々の惰性群の次数hは、対応する多項式 hj の次数にひとしく、Qj に対し、明白な公式
{\displaystyle Q_{j}=PO_{L}+h_{j}(\theta )O_{L}}
が存在する。
ガロア拡大の場合は、惰性群の次数はみな等しく、分岐指数は e1 = ... = en とみな等しくなる。
上の結果が必ずしも成立しない例外的な素数は、環 OK[θ] の導手に相対的に素な素数である。導手はイデアル
{\displaystyle \{y\in O_{L}:yO_{L}\subseteq O_{K}[\theta ]\}}
として定義され、どのくらい整数環(order) OK[θ] が全体の整数環（最大整数環）OL から隔たっているかを測る。
重要な注意として、上記前提を持たす θ が存在しないような L/K と P の例が存在することである。（例えば、を参照）従って、上記のアルゴリズムはそのような P を要素として使用できなく、例えば、に記載されているような、さらに複雑なアプローチを使う必要がある。

### ひとつの例
ガウスの整数の場合を再び考える。θ を虚数の単数 i ととると、最小多項式は、H(X) = X2 + 1 である。Z[{\displaystyle i}] は Q({\displaystyle i}) の全整数環であるので、例外的な素数は存在しない。
P = (2) に対し、体 Z/(2)Z の中で多項式 X2 + 1 modulo 2 の分解を考えると、
{\displaystyle X^{2}+1=(X+1)^{2}{\pmod {2}}}
である。従って、次数が 1 であり分岐指数が 2 である唯一の素因子が存在し、
{\displaystyle Q=(2)\mathbf {Z} [i]+(i+1)\mathbf {Z} [i]=(1+i)\mathbf {Z} [i]}
により与えられる。
次の場合は p ≡ 3 mod 4 である素数に対する P = (p) である。具体的に、P = (7) をとると、多項式 X2 + 1 は modulo 7 で既約であるので、惰性次数が 2 で分岐指数が 1 である唯一の素因子が存在し
{\displaystyle Q=(7)\mathbf {Z} [i]+(i^{2}+1)\mathbf {Z} [i]=7\mathbf {Z} [i]}
により与えられる。
最後の場合である素数 p ≡ 1 mod 4 の場合の P = (p) については、再び P = (13) ととる。今度は、分解が￥して
{\displaystyle X^{2}+1=(X+5)(X-5){\pmod {13}}}
となるので、2つの素因子が存在し、惰性群の次数と分岐指数が 1 となる。それらは、
{\displaystyle Q_{1}=(13)\mathbf {Z} [i]+(i+5)\mathbf {Z} [i]=\cdots =(2+3i)\mathbf {Z} [i]}
と
{\displaystyle Q_{2}=(13)\mathbf {Z} [i]+(i-5)\mathbf {Z} [i]=\cdots =(2-3i)\mathbf {Z} [i]}
で与えられる。